# Иванов, Автоном Иванович
Автоно́м (Автомон) Ива́нович Ивано́в (ум. 1709) — дьяк (1681), думный дьяк Поместного приказа (с 1689), который сумел скопить на этой должности колоссальное богатство: 16000 душ крестьян и огромные капиталы.

## Биография
Родился в семье московского приходского священника. В правление царевны Софьи дослужился до одной из высших должностей поместного приказа и получил звание думного дьяка. В 1690 году Иванов стал одним из дьяков, подписавших отречение Софьи Алексеевны. За это ему была выдана жалованная грамота на имение Шакловитого, сторонника Софьи, включавшее деревню Говорово. В этой деревне в 1696 году Иванов закончил строительство церкви Святой Троицы, и деревня стала селом под названием Троицкое (сейчас — посёлок Мосрентген).
Иванов полюбился Петру I «за прыткость и сметливость» и получил в управление три важных приказа: Иноземный, Рейтарский и Пушкарский. Однако именно Поместный приказ, где велось делопроизводство по пожалованию и отводу поместий и вотчин, стал для него источником обогащения. Без подношений Иванову не решались в петровское время споры между землевладельцами. Даже гетман Мазепа, купив земли в Рыльском уезде, обращался письменно к Иванову, прося его покровительства и обещая ему отслужить в свою очередь за его милостивое расположение.
В 1705—1706 годах в Москве был сформирован «драгунский полк думного дьяка Автонома Ивановича Иванова», расходы на содержание которого взял на себя Автоном Иванович. Полк принимал участие и хорошо проявил себя в Полтавской битве и Прутском походе.
После смерти Автонома Ивановича село Троицкое перешло к его сыну Николаю, а затем — к внучке Дарье Николаевне (в замужестве Салтыковой), осуждённой в 1768 году за жестокие убийства более сотни подвластных ей крепостных крестьян. Дочь Аграфена была в первом браке за капитаном гвардии Иваном Ильичом Дмитриевым-Мамоновым, во втором браке — за генерал-поручиком И. И. Бибиковым.